# Léon Degrelle
Léon Joseph Marie Ignace Degrelle (Bouillon, Bélgica; 15 de junio de 1906 - Málaga, España; 31 de marzo de 1994) fue un político belga de origen valón y colaborador nazi. Saltó a la fama en Bélgica en la década de 1930 como líder del Partido Rexista (Rex). Durante la ocupación alemana de Bélgica de la Segunda Guerra Mundial, se alistó en el ejército alemán y luchó en la Legión Valona en el Frente Oriental. Tras la caída del régimen nazi, Degrelle escapó y se exilió en la España franquista, donde siguió siendo una figura destacada de la escena neonazi.
Degrelle fue criado como católico y durante sus años de universidad se involucró en la política a través del periodismo. A principios de la década de 1930, tomó el control de una editorial católica que, bajo su liderazgo, se convirtió en el Partido Rexista. Bajo dicho movimiento se presentó a las elecciones generales belgas de 1936 y obtuvo el 11 % de los votos, pero cayó en la irrelevancia al comenzar la Segunda Guerra Mundial. Degrelle empezó a colaborar con la Alemania nazi al comenzar la guerra y fue detenido por las autoridades belgas y luego francesas. Tras la invasión alemana de Bélgica a mediados de 1940, Degrelle fue liberado y comenzó a convertir al Rex en un movimiento de masas para ganarse el favor de los nazis. En 1941, Degrelle organizó, se alistó y luchó en la Legión Valona, una unidad del ejército alemán compuesta por colaboracionistas belgas. Después de 1943, se transfirió a las Waffen-SS. Su actuación en 1944 en la batalla de Korsun-Cherkassy y sus posteriores condecoraciones le convirtieron en un modelo para los colaboradores extranjeros.
Tras la liberación de Bélgica a finales de 1944, Degrelle fue despojado de su ciudadanía y condenado a muerte en ausencia. A principios del año siguiente, huyó a España, donde con la ayuda del Gobierno franquista español se ocultó de las autoridades belgas en agosto de 1946. En la década de 1960, Degrelle volvió a la vida pública como figura neonazi y adquirió gran influencia en los círculos europeos de extrema derecha. Publicó varios libros y artículos en los que glorificaba el régimen nazi y negaba el Holocausto.

## Biografía

### Juventud
Léon Degrelle nació en el seno de una familia católica burguesa de origen francés; su padre era fabricante de cerveza y había emigrado a Bélgica, pocos años antes, a Bouillon, concretamente 6 años antes del nacimiento de Léon, debido a la expulsión sufrida por los jesuitas y al gobierno anticlerical de Francia. Fue educado en el catolicismo y cursó sus primeros estudios en un colegio de la Compañía de Jesús. Los jesuitas tendrían una notable influencia en Degrelle, que los definió como los mejores educadores del mundo.[cita requerida] Se doctoró en Derecho por la Universidad Católica de Lovaina, donde fue influido por el pensador francés Charles Maurras, y ejerció brevemente como abogado en esa ciudad.
A comienzos de la década de 1930 se afilió a Acción Católica y comenzó a trabajar para una pequeña editorial católica llamada Christus Rex (en latín, «Cristo Rey»), que publicaba un periódico homónimo. Viajó a México como corresponsal para cubrir la Guerra Cristera que se libraba entre la Liga Nacional para la Defensa de la Libertad Religiosa y el Gobierno mexicano, que de acuerdo a la Constitución de 1917 había impuesto restricciones al culto católico y prohibiciones al clero relativas al ejercicio de su ministerio. El grito de guerra de los cristeros, «¡Viva Cristo Rey y Santa María de Guadalupe!», impresionó profundamente a Degrelle, quien a su regreso en 1934 fundaría Les Editions de Rex y empezaría a movilizarse en el Partido Católico Belga (PCB) para promover un curso de acción más militante. El 29 de marzo de 1932 contrajo matrimonio con Marie-Paule Lemay, con quien tuvo cinco hijos: cuatro mujeres y un varón (el cual falleció en un accidente de motocicleta cuando era joven).

### Actividad política

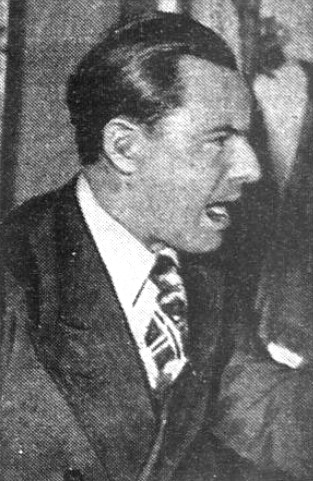
Léon Degrelle dando un discurso en 1937.

El fracaso de sus acciones dentro del PCB y el franco rechazo con el que se recibió su postura en una reunión de la cúpula política del partido en Kortrijk en 1935, lo llevaron a separarse de este.[cita requerida]
Al año siguiente, y denunciando lo que considera «corrupción» de los partidos existentes —incluyendo el Partido Católico de Bélgica, respaldado por la jerarquía eclesiástica—, fundó el Partido Rexista. Su programa era fuertemente populista e incluía denunciar la injerencia de las grandes empresas y la banca en la economía y la política belgas. De la estructura de los partidos comunistas y socialistas, Degrelle tomaría el ejemplo de las «casas del pueblo» como medio de movilizar a las masas; de los marxistas tomaría también un ideario de igualdad social, aunque con el mismo énfasis verticalista que la Italia fascista de Mussolini había aplicado a la organización corporativa de la sociedad.
El partido contó con un apoyo inesperado en Valonia y pronto una filial en Flandes; el Vlaamsch Nationaal Verbond (VNV) bajo la dirección de Staf de Clerck, se le sumó. Aunque su plataforma incluía la abolición del sistema democrático y el establecimiento de una organización corporativa del gobierno, el 24 de mayo de 1936 participó por primera vez en las elecciones, en las que obtuvo 21 diputados y 12 senadores (11,49% de los votos). La sección flamenca también tendría representación tras conseguir 72.000 votos. En 1937 mejoró su actuación, obteniendo un 19% de los sufragios, pero el apoyo decaería en los años siguientes y en abril de 1939 —ya con la Segunda Guerra Mundial en ciernes— las elecciones legislativas arrojaron sólo el 4,43% de los votos, obteniendo cuatro diputados y cuatro senadores.
Degrelle, formado en periodismo y de pluma entrenada en la revista estudiantil XX Siècle, escribía sus propios discursos políticos. De esta época data su estrecha amistad con el famoso dibujante George Remi, conocido como Hergé, cuyo cómic Tintín ilustraba sus publicaciones. Degrelle diría más tarde que Hergé se había inspirado en él para crear a Tintín, aunque el dibujante siempre afirmó que su modelo había sido su propio hermano, Paul Remi, oficial del Ejército belga.
Las preocupaciones del rexismo estaban lejos de ser homogéneas en este momento; más comprometido con la posición fascista que con el nacionalismo o el ultramontanismo, otras dos corrientes vigorosas en el partido, Degrelle se reunió en agosto de 1936 con Benito Mussolini y al mes siguiente con Adolf Hitler, de los que obtuvo financiación para el partido. Correlativamente, incorporó a su plataforma principios antisemitas, similares a los promovidos por los nazis. Se encontraría en lo siguiente con otros líderes de la ultraderecha europea de aquellos tiempos, incluyendo a Corneliu Codreanu, líder de la Guardia de Hierro rumana, y a José Antonio Primo de Rivera, fundador de la Falange Española.

### Segunda Guerra Mundial
Al estallar la guerra en 1939, el partido de Degrelle apoyó al rey Leopoldo III en su posición de neutralidad; el 10 de mayo de 1940, sin embargo, la Alemania nazi invadió Bélgica. Degrelle culpaba de la guerra a Francia y al Reino Unido, a la masonería y al capitalismo judío, y aunque desaprobaba en general la conducta guerrera del Tercer Reich, reconocía que este había sido provocado por los Aliados, quienes se mantenían al margen de la invasión a Finlandia por parte de la Unión Soviética (la conocida como Guerra de Invierno), pero efectuaban toda clase de maniobras para agredir a Alemania en distintos puntos de Europa; es así que resuelve aplaudir la invasión de Noruega, en vista de considerarla una exitosa reacción alemana ante la tentativa de invasión británica. La resistencia dividió al Partido Rexista, pero el 28 de mayo de 1940 los belgas se rindieron y se estableció un nuevo gobierno. Antes de eso, Degrelle fue apresado el día 10 junto a otras 5000 personas (comunistas fieles al Pacto Ribbentrop-Molotov, judíos, anarquistas, nacionalistas flamencos, rexistas, etc.) y deportado a Francia por una orden del 10 de mayo de 1940 emitida por el ministro de Justicia Pierre Janson, del gobierno belga liberal. La mayor parte de sus compañeros de prisión serían fusilados sin causa alguna el 20 de mayo de ese año por soldados franceses, en un episodio aún inexplicado; es posible que el jefe militar de la localidad en esos momentos fuera el entonces coronel Charles de Gaulle. Permanecería allí sólo brevemente, pues a la capitulación de Francia fue liberado del campo de concentración de Vernet el 22 de julio y regresó a Bélgica para promover la reconstrucción del movimiento. Su posición de colaboración con el régimen invasor no contó con la aprobación universal de todos los rexistas; algunos, como Theo Simon y Lucien Mayer, organizaron un movimiento clandestino de resistencia. El 25 de agosto del mismo año Degrelle comenzaría a publicar en el periódico colaboracionista Le Pays Réel.
El 1 de enero de 1941, Léon Degrelle declaró públicamente la unidad del movimiento rexista con el nazismo y el fascismo. Cuatro días más tarde, Degrelle confesó su admiración por Adolf Hitler, al que llamó «el hombre más grande de nuestra época».[cita requerida] El 21 de junio de 1941 establecería una alianza con los nacionalistas flamencos, un día antes de la invasión alemana a la Unión Soviética. La unificación de la ultraderecha europea en un frente común contra la URSS daría la oportunidad para estrechar los lazos de colaboración. Tras solicitar autorización especial de Hitler para hacerlo, Degrelle fundó ese mismo mes la Legión Valonia (Legion Wallonie), un contingente de voluntarios belgas que combatiría a los soviéticos junto a la Wehrmacht, de similar manera a lo que hizo la División Azul compuesta por voluntarios españoles.

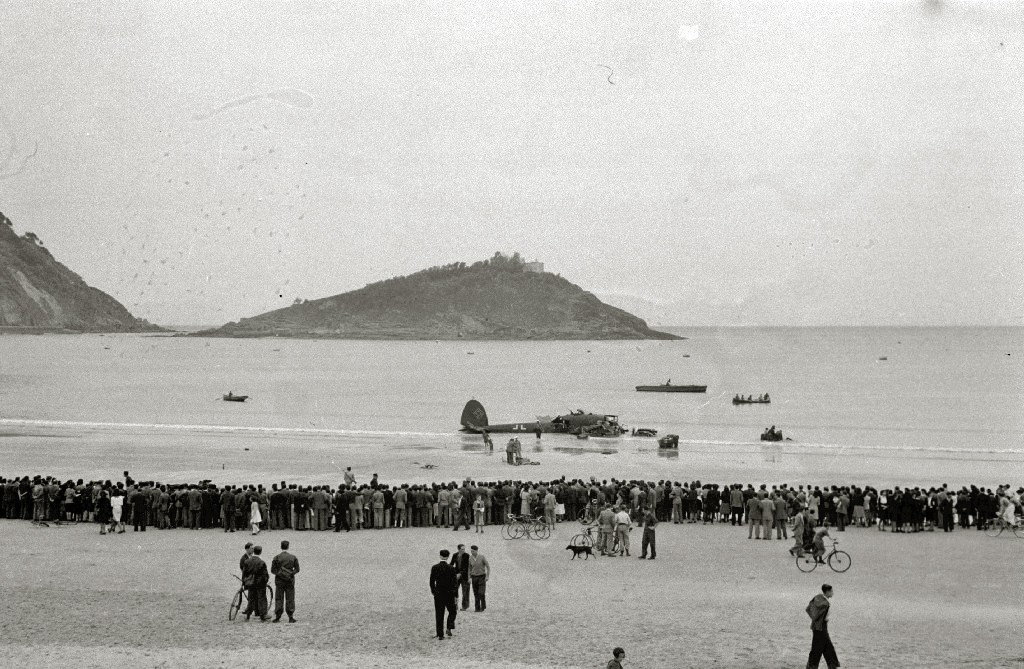
Amerizaje en la playa de la Concha de San Sebastián (España) del bombardero Heinkel He 111, que trasportaba a Léon Degrelle desde Noruega, en mayo de 1945.

La Legión Valonia, de un millar de voluntarios, combatió inicialmente con uniforme y armas belgas en el Frente Oriental como parte de la Operación Barbarroja. Tras sufrir graves pérdidas, y en el proceso de reorganización de las fuerzas destinadas al ataque de la URSS, recibió refuerzos en 1943 al integrarse en ella todos los voluntarios de nacionalidad no germana, con lo que se convirtió en una brigada de asalto adscrita a las Waffen-SS. Degrelle había sido nombrado cabo días después de su conscripción, y teniente por su mérito en combate tras recibir en mayo de 1942 una Cruz de Hierro. Al convertirse en brigada, fue destacado como comandante (Obersturmführer) al mando de la misma.
La Legión Valonia participó intensamente en los combates; Degrelle fue condecorado por ello con un Nahkampfspange, una distinción entregada a los participantes activos en el frente. Finalmente, mediante un acuerdo con Heinrich Himmler, la Legión sería transformada en la 28.º División de Infantería de las Waffen-SS, aunque sus dimensiones y equipamiento siguieron respondiendo a las características de una brigada. En febrero de 1944 recibió la Cruz de Caballero de la Cruz de Hierro, y en agosto del mismo año la Cruz de Caballero con Hojas de Roble, una distinción concedida sólo a 883 militares en toda la guerra. En octubre sería condecorado, por último, con la Cruz Alemana de Oro. Degrelle afirma en "escritos diversos" que, en ocasión de condecorarlo, el Führer le dijo que «si tuviera un hijo, quisiera que fuera como usted».
El 2 de mayo de 1945, cuando la derrota alemana era ya evidente, Himmler nombró a Degrelle Brigadeführer de las SS, aunque el nombramiento nunca tuvo efecto, pues Himmler había sido despojado de sus responsabilidades en el partido y militares en abril. Suya fue la frase que pasó  a la posteridad a raíz de tal decisión: «En tiempos difíciles los inteligentes buscan soluciones, los otros culpables, nosotros somos de los primeros». Degrelle había ya abandonado el frente para irse a Copenhague, alejándose de la línea de avance de los Aliados; tres días después se encontraba en Oslo, pero poco más tarde capitularon las fuerzas alemanas en Noruega. Degrelle se escapó a España en el avión Heinkel He 111 del ministro Albert Speer; tras atravesar las líneas enemigas, se le acabó el combustible y su avión tuvo que amerizar en la bahía de San Sebastián (Guipúzcoa), al norte de España. Tras rescatarlo de las aguas, el régimen franquista le garantizó asilo político y, asilado por España, viviría hasta su muerte en Málaga en 1994.

## Estancia en España

### Asilo de la dictadura franquista
La entrega de Degrelle junto con la de Pierre Laval —el jefe de la Milice francesa y principal colaborador de la Gestapo en la Francia de Vichy, también refugiado en territorio español tras la caída del Eje— fue exigida por los Aliados en vista de la neutralidad que había mantenido España durante la guerra. Si bien Franco entregó a Laval, la delicada condición de Degrelle, gravemente herido en su aterrizaje forzoso, le permitió excusarse temporalmente de hacerlo con este. Durante el año de hospitalización, Degrelle comenzó a escribir su libro Campaña en Rusia.
Fue juzgado en Bélgica in absentia, y el 29 de diciembre de 1945 se le retiró la nacionalidad belga, siendo condenado a muerte por colaboración con los invasores alemanes. El 21 de agosto de 1946 Franco fingió ceder a la presión internacional para su entrega, pero le permitió huir y en su lugar entregó a un sosias, cuya identidad fue rápidamente descubierta. José Finat y Escrivá de Romaní — antiguo director general de Seguridad — y José María Martin Hoffmann — identidad de Hans Joseph Hoffmann, el que fuera cónsul honorario general de Alemania en Málaga, miembro muy relevante de la Gestapo, artífice del asentamiento de muchos nazis en España y de la Red Ogro — facilitaron dinero, documentos falsos y apoyo a Degrelle para que se ocultase. Degrelle fue acogido en la finca extremeña del falangista pronazi Eduardo Ezquer.
Bélgica reclamaría infructuosamente la extradición de Degrelle durante 15 años. En 1954, para disimular su identidad y perpetuar su estancia en España, Degrelle recibió la nacionalidad española, gracias a la intervención del Conde de Vallellano, y su protector José San Millán, quién le facilito la documentación,  adoptando el nombre de José León Ramírez Reina. Con la ayuda de la Falange Española, dirigió una empresa constructora que efectuó numerosas obras para el régimen franquista. Durante la década de 1950 y hasta 1963, Degrelle estuvo localizado en la finca «La Carlina», junto al municipio de Constantina (Sevilla), donde llevó a cabo unas obras de construcción de un palacete y unas residencias anexas, que hoy todavía subsisten. En ellas se refleja su pasión por la arqueología y el arte.

### Democracia

#### Condena por negacionismo
En 1985, unas declaraciones de Degrelle publicadas en la revista Tiempo y en televisión negando la existencia del Holocausto fueron objeto de una demanda judicial por parte de una superviviente judía rumana llamada Violeta Friedman. Aunque las instancias iniciales fallaron a favor de Degrelle, el Tribunal Constitucional de España llegó a la conclusión de que, si bien el derecho a la libertad de expresión cubre también la publicación de falsedades o distorsiones de los hechos históricos, esta constituye un agravio a la «dignidad» de los «afectados», y condenó a Degrelle a una fuerte multa. Carta abierta al Papa sobre Auschwitz, publicada en 1979, fue objeto de la misma medida.
Pese al apoyo de CEDADE y otros grupos neonazis españoles, la sentencia se hizo efectiva; Degrelle siguió, sin embargo, apareciendo en los encuentros de la extrema derecha por toda Europa y fue el invitado de honor en la concentración organizada para conmemorar el centenario del nacimiento Adolf Hitler el 20 de abril de 1989. Pocos años más tarde, el 31 de marzo de 1994, Degrelle moriría en el Sanatorio Parque San Antonio de Málaga, a la edad de 87 años.
Degrelle vivió los últimos años de su vida en Benalmádena, localidad turística de la Costa del Sol.

## Obras
La protección de la dictadura franquista le permitió a Degrelle escribir numerosas obras de divulgación del ideario rexista y fascista. A comienzos de la década de 1970 fue uno de los principales promotores de CEDADE; Ediciones Nothung, la imprenta de la organización en Barcelona, publicó varios de sus libros, entre ellos Mil años de Hitler y Nuestra Europa. Otros títulos, incluyendo Espíritus apasionados, Memorias de un fascista y Carta abierta al Papa sobre Auschwitz fueron publicados por Editorial Fuerza Nueva y Ediciones D.
- Almas ardiendo (o Almas en la hoguera)
- La campaña de Rusia
- Memorias de un fascista
- Hitler, nacido en Versailles
- Tintin, mon copain
- Carta abierta al Papa sobre Auschwitz
- Mi camino de Santiago
- El enigma de Hitler
- ¡Europa vivirá!
- Majestad, usted y yo
- Léon Degrelle, firma y rúbrica
- Historia de las Waffen-SS europeas
- Hitler. La marcha hacia el Reich (1918-1933)
- Mis andanzas en México.
- Llamamiento a los jóvenes europeos.